# Vuelta a Murcia 2017
La Vuelta a Murcia 2017, trentasettesima edizione della corsa e valevole come evento dell'UCI Europe Tour 2017 categoria 1.1, si svolse l'11 febbraio 2017 su un percorso di 182,7 km, con partenza da San Javier e arrivo a Murcia, in Spagna. La vittoria fu appannaggio dello spagnolo Alejandro Valverde, che completò il percorso in 4h03'08", alla media di 45,086 km/h, precedendo il colombiano Jhonatan Restrepo e l'austriaco Patrick Konrad.
Sul traguardo di Murcia 114 ciclisti, su 137 partiti da San Javier, portarono a termine la competizione.

## Squadre e corridori partecipanti
| N.    | Cod. | Squadra                         |
| ----- | ---- | ------------------------------- |
| 1-7   | MOV  | Movistar Team                   |
| 11-17 | KAT  | Team Katusha-Alpecin            |
| 21-27 | ORS  | Orica-Scott                     |
| 31-37 | TBM  | Bahrain-Merida Pro Cycling Team |
| 41-47 | BOH  | Bora-Hansgrohe                  |
| 51-57 | LTS  | Lotto-Soudal                    |
| 61-67 | COF  | Cofidis                         |
| 71-77 | DEN  | Direct Énergie                  |
| 81-87 | GAZ  | Gazprom-RusVelo                 |
| 91-97 | SVB  | Sport Vlaanderen-Baloise        |

| N.      | Cod. | Squadra                       |
| ------- | ---- | ----------------------------- |
| 101-107 | RNL  | Roompot-Nederlandse Loterij   |
| 111-117 | CCC  | CCC Sprandi Polkowice         |
| 121-127 | CJR  | Caja Rural-Seguros RGA        |
| 131-137 | WGG  | Wanty-Groupe Gobert           |
| 141-147 | BUR  | Burgos-BH                     |
| 151-157 | EUS  | Euskadi Basque Country-Murias |
| 161-167 | RLY  | Rally Cycling                 |
| 171-177 | UKO  | Team Ukyo                     |
| 181-187 | ESP  | Spagna                        |

## Ordine d'arrivo (Top 10)
| Pos. | Corridore           | Squadra      | Tempo    |
| ---- | ------------------- | ------------ | -------- |
| 1    | Alejandro Valverde  | Movistar     | 4h03'08" |
| 2    | Jhonatan Restrepo   | Katusha      | a 2'10"  |
| 3    | Patrick Konrad      | Bora         | s.t.     |
| 4    | Jürgen Roelandts    | Lotto-Soudal | s.t.     |
| 5    | Baptiste Planckaert | Katusha      | s.t.     |
| 6    | Jon Izagirre        | Bahrain-Mer. | s.t.     |
| 7    | C. Juul Jensen      | Orica        | s.t.     |
| 8    | Tiesj Benoot        | Lotto-Soudal | s.t.     |
| 9    | Pieter Weening      | Roompot      | s.t.     |
| 10   | Emanuel Buchmann    | Bora         | s.t.     |